# Southport
Southport este un oraș în cadrul districtului metropolitan Sefton, în comitatul Merseyside, regiunea North West, Anglia.

## Personalități născute aici
- Adrian Scott Stokes (1854 - 1935), pictor;
- William V. B. Marsden (1860 - 1942), trăgător de tir;
- Charles Victor (1896 - 1965), actor;
- Richard Corbett (n. 1955), europarlamentar;
- Marc Almond (n. 1957), cântăreț;
- Jack Rodwell (n. 1991), fotbalist.